# ابوعیسی وراق
ابوعیسی وَرّاق (عربی: أبو عیسی محمد ابن هارون الوراق)؛ دانشمند و مورخ ایرانی-عراقی قرن نهم میلادی است. وی اصالتی ایرانی دارد.

## تاریخ زندگی
ابوعیسی محمد بن هاورن وراق دانشمندی خداناباور در سده سوم هجری می‌زیست. وی که یک عرب در اصل ایرانی (و گویا کرد) است، با ابن راوندی دوست بود. ابوعیسی وراق زندگی پر فراز و نشیبی داشت و قضاوت‌ها دربارهٔ وی بسیار متفاوت است. او در دهه ۹۹۰ میلادی درگذشت.